# Tomas Švedkauskas
Tomas Švedkauskas (Marijampolė, 22 giugno 1994) è un calciatore lituano, portiere del Kauno Žalgiris.

## Carriera

### Club

#### Sūduva
È cresciuto nel Sūduva, club con il quale fa il suo esordio nella massima serie lituana ed è finalista della Baltic League 2009-2010.

#### Fiorentina
Nella stagione 2011-2012 viene ceduto in prestito alla Fiorentina che lo fa giocare nel campionato Primavera.
Al Torneo di Viareggio 2012 è nominato miglior portiere della competizione. Alla fine della stagione però la Fiorentina non esercita il diritto di riscatto e così fa ritorno al Sūduva.

#### Roma
Il 4 luglio 2012, così, la Roma ne ha acquistato il cartellino a titolo definitivo e l'estremo difensore lituano ha firmato un accordo quinquennale con i capitolini. Lo stesso giorno, il suo nome è stato inserito nella lista dei convocati per il ritiro estivo con la prima squadra. Successivamente, il portiere ha scelto il numero 55. Pur non giocando alcuna partita con la prima squadra, Švedkauskas si è accomodato in panchina in 17 occasioni, nella Serie A 2012-2013.

#### I prestiti
Il 13 agosto 2013 viene ceduto in prestito alla Paganese, squadra di Lega Pro Prima Divisione. Dopo 9 gare giocate, nella sessione di mercato invernale, passa al Pescara. Fa il suo esordio il 5 aprile 2014, nella gara contro il Brescia, partita terminata per 3 a 0 per le rondinelle. Il 30 luglio 2015 passa in prestito all'Ascoli. Nel gennaio 2017 passa in prestito al Catanzaro.

### Nazionale
L'11 giugno 2013, Švedkauskas ha esordito nella qualificazioni al campionato europeo Under-21 2015 con la Lituania under 21, in occasione nel pareggio per 2-2 contro la Finlandia under 21.

## Statistiche

### Presenze e reti nei club
Statistiche aggiornate al 13 novembre 2022.
| Stagione        | Squadra         | Campionato      | Campionato | Campionato | Coppe nazionali | Coppe nazionali | Coppe nazionali | Coppe continentali | Coppe continentali | Coppe continentali | Altre coppe | Altre coppe | Altre coppe | Totale | Totale |
| Stagione        | Squadra         | Comp            | Pres       | Reti       | Comp            | Pres            | Reti            | Comp               | Pres               | Reti               | Comp        | Pres        | Reti        | Pres   | Reti   |
| --------------- | --------------- | --------------- | ---------- | ---------- | --------------- | --------------- | --------------- | ------------------ | ------------------ | ------------------ | ----------- | ----------- | ----------- | ------ | ------ |
| 2012-2013       | Roma            | A               | 0          | 0          | CI              | 0               | 0               | -                  | -                  | -                  | -           | -           | -           | 0      | 0      |
| 2013-gen. 2014  | Paganese        | 1D              | 9          | -15        | CI+CI-LP        | 0+1             | -3              | -                  | -                  | -                  | -           | -           | -           | 10     | -18    |
| gen.-giu. 2014  | Pescara         | B               | 1          | -3         | CI              | -               | -               | -                  | -                  | -                  | -           | -           | -           | 1      | -3     |
| 2014-2015       | Olhanense       | SL              | 13         | -17        | CP+CdL          | 1+0             | -4              | -                  | -                  | -                  | -           | -           | -           | 14     | -21    |
| 2015-2016       | Ascoli          | B               | 9          | -16        | CI              | 0               | 0               | -                  | -                  | -                  | -           | -           | -           | 9      | -16    |
| 2016-gen. 2017  | Lupa Roma       | LP              | 16         | -25        | CI-LP           | 1               | -1              | -                  | -                  | -                  | -           | -           | -           | 9      | -26    |
| gen.-giu. 2017  | Catanzaro       | LP              | 1          | 0          | CI-LP           | -               | -               | -                  | -                  | -                  | -           | -           | -           | 1      | 0      |
| 2017-gen. 2018  | UTA Arad        | Liga II         | 4          | -7         | CR              | -               | -               | -                  | -                  | -                  | -           | -           | -           | 4      | -7     |
| 2018            | Trakai          | A               | 23         | -15        | CL              | 1               | -3              | UEL                | 6                  | -3                 | -           | -           | -           | 30     | -21    |
| 2019            | Trakai          | A               | 15         | -17        | CL              | 0               | 0               | UEL                | 2                  | -1                 | -           | -           | -           | 17     | -18    |
| Totale Riteriai | Totale Riteriai | Totale Riteriai | 38         | -32        |                 | 1               | -3              |                    | 8                  | -4                 |             | -           | -           | 47     | -39    |
| 2019-2020       | Lommel          | D2              | 28         | -37        | CB              | 2               | -2              | -                  | -                  | -                  | -           | -           | -           | 30     | -39    |
| 2020-2021       | Lommel          | D2              | 17         | -27        | CB              | 1               | -3              | -                  | -                  | -                  | -           | -           | -           | 18     | -30    |
| Totale Lommel   | Totale Lommel   | Totale Lommel   | 45         | -64        |                 | 2               | -5              |                    | -                  | -                  |             | -           | -           | 48     | -69    |
| 2021            | DFK Dainava     | A               | 6          | -8         | CL              | -               | -               | -                  | -                  | -                  | -           | -           | -           | 6      | -8     |
| 2022            | Sūduva          | A               | 35         | -39        | CL              | 3               | -1              | UECL               | 2                  | -2                 | SL          | 1           | 0           | 41     | -42    |
| Totale carriera | Totale carriera | Totale carriera | 177        | -226       |                 | 10              | -17             |                    | 10                 | -6                 |             | 1           | 0           | 198    | -249   |

### Cronologia presenze e reti in nazionale
| Cronologia completa delle presenze e delle reti in nazionale ― Lituania | Cronologia completa delle presenze e delle reti in nazionale ― Lituania | Cronologia completa delle presenze e delle reti in nazionale ― Lituania | Cronologia completa delle presenze e delle reti in nazionale ― Lituania | Cronologia completa delle presenze e delle reti in nazionale ― Lituania | Cronologia completa delle presenze e delle reti in nazionale ― Lituania | Cronologia completa delle presenze e delle reti in nazionale ― Lituania | Cronologia completa delle presenze e delle reti in nazionale ― Lituania |
| Data                                                                    | Città                                                                   | In casa                                                                 | Risultato                                                               | Ospiti                                                                  | Competizione                                                            | Reti                                                                    | Note                                                                    |
| ----------------------------------------------------------------------- | ----------------------------------------------------------------------- | ----------------------------------------------------------------------- | ----------------------------------------------------------------------- | ----------------------------------------------------------------------- | ----------------------------------------------------------------------- | ----------------------------------------------------------------------- | ----------------------------------------------------------------------- |
| 8-6-2018                                                                | Mosca                                                                   | Iran                                                                    | 1 – 0                                                                   | Lituania                                                                | Amichevole                                                              | -1                                                                      |                                                                         |
| 7-9-2020                                                                | Tirana                                                                  | Albania                                                                 | 0 – 1                                                                   | Lituania                                                                | UEFA Nations League 2020-2021 - 1º turno                                | -                                                                       |                                                                         |
| 7-10-2020                                                               | Tallinn                                                                 | Estonia                                                                 | 1 – 3                                                                   | Lituania                                                                | Amichevole                                                              | -1                                                                      |                                                                         |
| 11-10-2020                                                              | Vilnius                                                                 | Lituania                                                                | 2 – 2                                                                   | Bielorussia                                                             | UEFA Nations League 2020-2021 - 1º turno                                | -2                                                                      |                                                                         |
| 14-10-2020                                                              | Vilnius                                                                 | Lituania                                                                | 0 – 0                                                                   | Albania                                                                 | UEFA Nations League 2020-2021 - 1º turno                                | -                                                                       |                                                                         |
| 11-11-2020                                                              | Vilnius                                                                 | Lituania                                                                | 2 – 1                                                                   | Fær Øer                                                                 | Amichevole                                                              | -1                                                                      | Cap.                                                                    |
| 15-11-2020                                                              | Minsk                                                                   | Bielorussia                                                             | 2 – 0                                                                   | Lituania                                                                | UEFA Nations League 2020-2021 - 1º turno                                | -2                                                                      | Cap.                                                                    |
| 18-11-2020                                                              | Almaty                                                                  | Kazakistan                                                              | 1 – 2                                                                   | Lituania                                                                | UEFA Nations League 2020-2021 - 1º turno                                | -                                                                       |                                                                         |
| 24-3-2021                                                               | Pristina                                                                | Kosovo                                                                  | 4 – 0                                                                   | Lituania                                                                | Amichevole                                                              | -4                                                                      |                                                                         |
| 28-3-2021                                                               | San Gallo                                                               | Svizzera                                                                | 1 – 0                                                                   | Lituania                                                                | Qual. Mondiali 2022                                                     | -1                                                                      |                                                                         |
| 31-3-2021                                                               | Vilnius                                                                 | Lituania                                                                | 0 – 2                                                                   | Italia                                                                  | Qual. Mondiali 2022                                                     | -2                                                                      |                                                                         |
| 1-6-2021                                                                | Vilnius                                                                 | Lituania                                                                | 0 – 1                                                                   | Estonia                                                                 | Coppa del Baltico 2020                                                  | -1                                                                      |                                                                         |
| 4-6-2021                                                                | Riga                                                                    | Lettonia                                                                | 3 – 1                                                                   | Lituania                                                                | Coppa del Baltico 2020                                                  | -3                                                                      |                                                                         |
| 8-6-2021                                                                | Leganés                                                                 | Spagna                                                                  | 4 – 0                                                                   | Lituania                                                                | Amichevole                                                              | -4                                                                      |                                                                         |
| Totale                                                                  |                                                                         | Presenze                                                                | 14                                                                      |                                                                         | Reti                                                                    | -23                                                                     |                                                                         |

## Palmarès

### Club

#### Competizioni nazionali
- Supercoppa di Lituania: 1

Sūduva: 2022